# Gianni Romme
Pour les articles homonymes, voir Romme.
Gianni Romme, né le 12 février 1973 à Lage Zwaluwe, est un patineur de vitesse néerlandais notamment double champion olympique en 1998 et neuf fois champion du monde (dont deux fois toutes épreuves).

## Biographie
Gianni Romme est un des meilleurs spécialistes de longues distances de l'histoire. Il est sept fois champion du monde (quatre fois sur 10 000 mètres et trois fois sur 5 000 mètres) entre 1996 et 2000. Aux Jeux olympiques d'hiver de 1998, il devient deux fois champion olympique en battant les deux records du monde avec les nouveaux patins claps. Romme est champion du monde toutes épreuves en 2000, médaillé d'argent olympique sur 10 000 mètres en 2002, puis champion d'Europe et du monde toutes épreuves en 2003. Au total, il bat huit records du monde pendant sa carrière. Il est élu sportif néerlandais de l'année en 1998 et gagne le prix Oscar Mathisen en 2000.

## Palmarès
| Année | Championnats d'Europe toutes épreuves | Jeux olympiques  | Championnats du monde | Championnats du monde toutes épreuves |
| ----- | ------------------------------------- | ---------------- | --------------------- | ------------------------------------- |
| 1996  | -                                     |                  | 5000 m · 10000 m      | -                                     |
| 1997  | -                                     |                  | 5000 m · 10000 m      | -                                     |
| 1998  | -                                     | 5000 m · 10000 m | 5000 m · 10000 m      | -                                     |
| 1999  | 15e                                   |                  | 5000 m · 10000 m      | -                                     |
| 2000  | -                                     |                  | 5000 m · 10000 m      | Médaille d'or, Coupe du Monde         |
| 2001  | -                                     |                  | 5000 m                | -                                     |
| 2002  | -                                     | 10000 m          |                       | -                                     |
| 2003  | Médaille d'or, Coupe du Monde         |                  | -                     | Médaille d'or, Coupe du Monde         |
| 2004  | 4e                                    |                  | 5000m · 9e 10000 m    | -                                     |
| 2005  | -                                     |                  | 4e 10000 m            | -                                     |
| 2006  | -                                     | -                |                       | -                                     |